# Tedeschi in Italia
I tedeschi in Italia  o tedeschi italiani  sono una comunità migrante di 36 806 persone nel 2018, per i due terzi donne, di origine o cultura tedesca. Sono concentrati principalmente in Lombardia, Trentino-Alto Adige (dove costituiscono il 5,25% di tutta la popolazione straniera), Toscana e Lazio.
Tra di essi anche gli austriaci, svizzeri di lingua tedesca e liechtensteiniani.

## Italiani di origine tedesca e tedeschi in Italia

### Artisti
- Valentina Bellè
- Luigi Bonos
- Barbara Bouchet
- Maximilian Dirr
- Alessandro Gassmann
- Leo Gassmann
- Paola Gassmann
- Vittorio Gassmann
- Karin Giegerich
- Helmut Hagen
- Terence Hill
- Enrico Job
- Bob Krieger
- Dagmar Lassander
- Giorgia Moll
- Lara Nakszyński
- Edoardo Purgatori
- Gigi Reder
- Alba Rohrwacher
- Alice Rohrwacher
- Margaret Rose Keil
- Isabella Rossellini
- Petra Scharbach
- Karin Schubert
- Solvi Stübing
- Ela Weber
- Rolf Tasna
- Pamela Villoresi

### Giornalisti e scrittori
- Mia Ceran
- Renate Eco-Ramge
- Helena Janeczek
- Curzio Malaparte
- Helga Schneider

### Sportivi
- Fritz Dennerlein, pallanuotista
- Sarah Fahr, pallavolista
- Giuseppe Hess, calciatore
- Stefanie Horn, canoista
- Andrew Howe, velocista
- Dario Hübner, calciatore
- Guido Klein, calciatore
- Josefa Idem, canoista e Ministro
- Gianluca Mager, tennista
- Riccardo Montolivo, calciatore
- Karl-Heinz Schnellinger, calciatore
- Stefan Schwoch, calciatore
- Isolde Kostner

### Altri
- Luigi Ansbacher
- Heinz Beck
- Karl Julius Beloch
- Margherita Beloch Piazzolla
- Horst Blanck
- Alessandro Borghese
- Renata Colorni
- Vito Fazio Allmayer
- Inge Feltrinelli
- Giovanni Maria Flick
- Ursula Hirschmann
- Ernst Knam
- Ermanno Loescher
- Robert Michels
- Ettore Roesler Franz
- Isotta Ingrid Rossellini
- Barbara Spinelli

## Demografia
Tedeschi in Italia